# Who's That Girl? (Eurythmics)
"Who's That Girl?" er den syvende single fra gruppen Eurythmics fra 1983 på albummet Touch.
I musikvideoen (som blev spillet en hel del på MTV) ser man Annie Lennox med 60'er-look og langt lyst hår sidde på en bar og synge, mens man en gang imellem klipper om til en mand (spillet af Dave Stewart), som render rundt med andre kvinder.
Den opnåede stor succes i store dele af verden og blev blandt andet nummer tre på Englands liste over hits fra 1983.